# Thomas Mohr
Thomas Mohr (* 17. Oktober 1961 in Neumünster) ist ein deutscher Opern- und Konzertsänger (Tenor) und Gesangsprofessor.

## Biografie
Der Sänger Thomas Mohr absolvierte seine Ausbildung an der Musikhochschule Lübeck, wo er diplomierte und sein Konzertexamen mit Auszeichnung ablegte. Bereits während seines Studiums gewann er erste Preise beim s’-Hertogenbosch-Wettbewerb, dem VDMK-Wettbewerb in Berlin sowie beim Walther-Gruner-Wettbewerb in London. Weitere Studien führten ihn zu Anna Reynolds. Nach festen Engagements in Bremen und Mannheim wechselte er in das Ensemble der Oper Bonn, wo er mit bedeutenden Regisseuren wie Giancarlo del Monaco, Jürgen Rose, Werner Schroeter, András Fricsay und Andreas Homoki zusammenkam, um so wichtige Partien wie Silvio, Albert, Conte di Luna, Lescaut und Germont zu erarbeiten. Aber auch als Eisenstein, Peter Besenbinder, Graf Almaviva und Papageno feierte der Sänger große Erfolge. Im Konzertfach gilt seine besondere Aufmerksamkeit Carl Orffs „Carmina burana“, dem „Deutschen Requiem“ von Johannes Brahms und dem „War Requiem“ von Benjamin Britten. 
Seit 1997 ist Thomas Mohr freischaffend tätig. Seine Opern- und Konzerttätigkeit führt ihn in weltweit bedeutende Konzertsäle und an Opernhäuser wie die Bayerische Staatsoper München, das Opernhaus Zürich oder die Dresdner Semperoper. Thomas Mohr arbeitet mit so namhaften Dirigenten wie Kent Nagano, Nikolaus Harnoncourt, Gerd Albrecht, Lorin Maazel, Leonard Slatkin und Antonio Pappano sowie Christoph von Dohnányi, Rafael Frühbeck de Burgos, Bernhard Klee, Sir Georg Solti und Zubin Mehta zusammen. Nach seinem Debüt im Jahre 2000 mit dem Los Angeles Philharmonic Orchestra folgten Einladungen bei der Deutschen Kammerphilharmonie Bremen, dem Symphonieorchester des Bayerischen Rundfunks, dem Boston Symphony Orchestra und zum Festival in Tanglewood/USA. 
Thomas Mohr widmet sich intensiv dem Zwischenfach: 2005/06 feierte er an der Kölner Oper große Erfolge als Idomeneo sowie als Siegmund (Die Walküre) in Robert Carsens Ring des Nibelungen, im April 2006 erfolgte sein vielbeachtetes Debüt als Parsifal am Theater Erfurt. In der letzten Spielzeit war Thomas Mohr in einer Neuproduktion der Lustigen Witwe in Köln als Danilo sowie als Eisenstein an der Bayerischen Staatsoper München zu erleben, zu Beginn dieser Spielzeit sang er die Rolle des Max in einer Neuproduktion des Freischütz an der Oper Köln, eine Rolle, die er ab Frühjahr 2008 auch in einer Neuproduktion am Theater St. Gallen übernahm. 
Seit dem Wintersemester 2002/03 lehrt Thomas Mohr als ordentlicher Professor für Gesang an der Hochschule für Künste Bremen.

## KKKK
Unter dieser Abkürzung finden jährlich im Sommer die Klein Kummerfelder Kuhstall Konzerte auf dem Hof Isemohr in Kleinkummerfeld bei Neumünster statt. Neben seiner beruflichen Tätigkeit leitet Thomas Mohr dieses mehrtägige Festival seit dem Jahr 1996. Wenn das Wetter es zulässt, finden die Konzerte als Open-Air-Auftritte statt. Viele internationale Interpreten traten bisher auf in Stilrichtungen von Barock bis Pop. Auch Thomas Mohr tritt bei dem Festival auf.

## Vom Bariton zum Tenor
Die Stimmlage Thomas Mohrs ist sehr vielseitig. Nach Jahren des Auftritts als Bariton gab er im Rahmen der KKKK ein Konzert unter dem Namen die 2½ Tenöre, wobei er neben zwei anderen Tenören die Rolle des halben Tenors gab. In der Folge wechselte er gänzlich in das Tenorfach.